# Campan, Hautes-Pyrénées
Campan är en kommun i departementet Hautes-Pyrénées i regionen Occitanien i sydvästra Frankrike. Kommunen ligger i kantonen Campan som tillhör arrondissementet Bagnères-de-Bigorre. År 2022 hade Campan 1 264 invånare.

## Befolkningsutveckling
Antalet invånare i kommunen Campan
| Referens: INSEE |